# Estação Bagrationovskaia
Bagrationovskaia (em russo:  Багратионовская) é uma das estações da linha Filiovskaia (Linha 4) do Metro de Moscovo, na Rússia. Estação «Bagrationovskaia» está localizada entre as estações «Filiovskii Park» e «Filí».